# بسته‌شدن ویکی‌پدیا در ونزوئلا

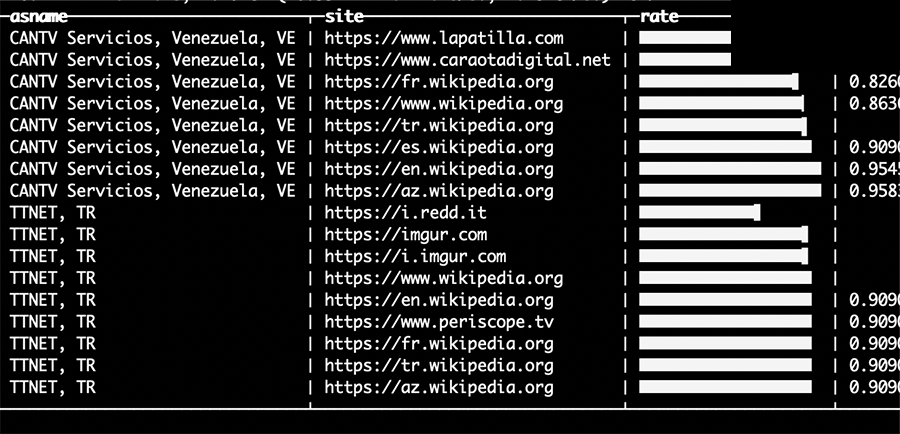
نت بلاکس گزارش کرد ویکی‌پدیا در ونزوئلا توسط CANTV برای ۱۲ ژانویه ۲۰۱۹مسدود شده‌است

بسته‌شدن ویکی‌پدیا در ونزوئلا (انگلیسی: Block of Wikipedia in Venezuela) در روز ۱۱ ژانویه ۲۰۱۹ در این کشور رخ داد و ویکی‌پدیا به‌طور کامل توسط اولین شرکت خدمات تلفنی در ونزوئلا (CANTV) مسدود شد. یک و نیم میلیون کاربر از دسترسی محروم شدند.
این اقدام از ۱۱ ژانویه، پس از آنکه خوان گوایدو مدعی رئیس‌جمهوری گردید که یک جنگ ویرایشی را بدنبال داشت صورت گرفت.این بلوک به‌طور عمده بر کاربران CANTV، وشرکت مخابرات ملی که بزرگترین خدمات دهنده این کشور است تأثیر می‌گذارد. چند رسانه مطرح کرده‌اند که ویکی‌پدیا به صورت مستقیم یا غیرمستقیم در کنار طرفین دعوا قرار گرفته‌است.
ویکی‌پدیا بیانیه‌ای صادر کرد و گفت: «هر روز گزارش‌هایی از کاربرانی دریافت می‌کنیم که نمی‌توانند به ویکی‌پدیا یا برخی از پروژه‌های ما دسترسی پیدا کنند، اما در این مورد آن‌ها با مشکلاتی مواجه هستند که متأسفانه ما نمی‌توانیم آن را حل کنیم». این پیغام از ویکی ونزویلا به وب سایت CNET، در تاریخ ۱۳ ژانویه ۲۰۱۹ منتشر شد.